# Liste der Monuments historiques in Sainte-Sabine (Côte-d’Or)
Die Liste der Monuments historiques in Sainte-Sabine führt die Monuments historiques in der französischen Gemeinde Sainte-Sabine auf.

## Liste der Immobilien
| Bezeichnung       | Beschreibung                                                                | Standort                                  | Kennzeichnung | Schutzstatus | Datum | Bild           |
| ----------------- | --------------------------------------------------------------------------- | ----------------------------------------- | ------------- | ------------ | ----- | -------------- |
| Friedhofskreuz    | Stein, 15. Jahrhundert, in der zweiten Hälfte des 19. Jahrhunderts erneuert | Rue Saint-Martin, auf dem Friedhof (Lage) | PA00112638    | Classé       | 1911  |                |
| Kirche Ste-Sabine | aus dem 13. und 14. Jahrhundert                                             | Rue Saint-Martin (Lage)                   | PA00112639    | Classé       | 1910  | weitere Bilder |

## Liste der Objekte
| Bezeichnung                                          | Beschreibung                                   | Standort                        | Kennzeichnung | Schutzstatus | Datum | Bild |
| ---------------------------------------------------- | ---------------------------------------------- | ------------------------------- | ------------- | ------------ | ----- | ---- |
| Schädelreliquiar der heiligen Sabina                 | Silber, vergoldet, 14. oder 15. Jahrhundert    | in der Kirche Ste-Sabine (Lage) | PM21002038    | Classé       | 1901  |      |
| Tombe à Pie                                          | Grabmal mit Liegefigur; Kalkstein, um 1300     | in der Kirche Ste-Sabine (Lage) | PM21002039    | Classé       | 1902  |      |
| Skulptur Heilige Margaretha                          | Kalkstein, farbig gefasst, 15. Jahrhundert     | in der Kirche Ste-Sabine (Lage) | PM21002040    | Classé       | 1912  |      |
| Skulptur Heiliger Rochus                             | Kalkstein, farbig gefasst, 15. Jahrhundert     | in der Kirche Ste-Sabine (Lage) | PM21002041    | Classé       | 1912  |      |
| Skulptur Heilige Barbara                             | Kalkstein, farbig gefasst, 16. Jahrhundert     | in der Kirche Ste-Sabine (Lage) | PM21002042    | Classé       | 1960  |      |
| Glocke (1)                                           | Bronze, 1731 gegossen                          | in der Kirche Ste-Sabine (Lage) | PM21002043    | Classé       | 1960  |      |
| Glocke (2)                                           | Bronze, 1774 gegossen                          | in der Kirche Ste-Sabine (Lage) | PM21002044    | Classé       | 1960  |      |
| Expositionsnische                                    | Holz, vergoldet, 18. Jahrhundert               | in der Kirche Ste-Sabine (Lage) | PM21005450    | Inscrit      | 2020  |      |
| Zwei Skulpturen: Heilige Sabina und Erzengel Michael | Holz, farbig gefasst, 17. oder 18. Jahrhundert | in der Kirche Ste-Sabine (Lage) | PM21006698    | Inscrit      | 2022  |      |